# Seznam perujskih generalov
Seznam perujskih generalov.

## A
- Torres Aciego
- Jaime Rios Araico

## B
- Carlos Bardales

## G
- Ricardo Pérez Godoy

## H
- Nicolas de Bari Hermoza

## M
- Daniel Mora

## R
- Jaime Rios
- Rodolfo Robles

## S
- Jaime Salinas Sedo